# Пуэрто-Асис
Пуэрто-Асис (исп. Puerto Asís) — город и муниципалитет на юго-западе Колумбии, на территории департамента Путумайо.

## История
Поселение, из которого позднее вырос город, было основано монахами-миссионерами ордена капуцинов в 1912 году. Муниципалитет Пуэрто-Асис был выделен в отдельную административную единицу 24 октября 1967 года.

## Географическое положение

Муниципалитет Пуэрто-Асис

Город расположен в южной части департамента, в пределах Амазонского природно-территориального комплекса, на левом берегу реки Путумайо, на расстоянии приблизительно 71 километра к юго-юго-востоку от города Мокоа, административного центра департамента. Абсолютная высота — 250 метров над уровнем моря.
Муниципалитет Пуэрто-Асис граничит на юго-востоке с территорией муниципалитета Пуэрто-Легисамо, на северо-востоке — с муниципалитетом Пуэрто-Гусман, на севере — с муниципалитетом Пуэрто-Кайседо, на северо-западе — с муниципалитетом Орито, на западе — с муниципалитетами Валье-дель-Гуамуэс и Сан-Мигель, на юге — с территорией Эквадора. Площадь муниципалитета составляет 2610 км².

## Население
По данным Национального административного департамента статистики Колумбии, совокупная численность населения города и муниципалитета в 2024 году составляла 73 141 человек.
Динамика численности населения муниципалитета по годам:
| 2005   | 2010   | 2015   | 2020   | 2021   | 2022   | 2023   | 2024   |
| ------ | ------ | ------ | ------ | ------ | ------ | ------ | ------ |
| 55 759 | 57 494 | 60 138 | 68 235 | 69 617 | 70 830 | 71 922 | 73 141 |

## Экономика
Большинство трудоспособного населения занято в сельском хозяйстве, рыболовстве и лесном хозяйстве.